# Santa Rosa (Panama, Chiriquí)
Pour les articles homonymes, voir Santa Rosa.
Santa Rosa est un corregimiento situé dans le district de Bugaba, province de Chiriquí, au Panama. En 2010, la localité comptait 1 510 habitants.